# Aero High
Aero High fue un modelo de cohete sonda australiano de dos etapas desarrollado a principios de los años 1960 y propulsado por combustible sólido.
Consistía en una primera etapa Gosling IV y una etapa superior Vela.
Se lanzaron nueve Aero High en total en misiones de aeronomía desde Woomera, cinco de ellos fallidos. El primero fue lanzado el 1 de julio de 1964 y el último el 1 de enero de 1972.

## Especificaciones
- Apogeo: 200 km
- Empuje en despegue: 140 kN
- Masa total: 400 kg
- Diámetro: 0,26 m
- Longitud total: 6,4 m